# Матильда Брандербурзька (княгиня Брауншвейг-Люнебурзька)
Матильда Брандербурзька (1210 — 10 червня 1261) — княжна Брандербурзька з династії Асканій. У шлюбі — перша княгиня Брауншвейг-Люнебурзька, регент князівства з 1235 до 1252 року.
Нащадок Великого князя Київського Володимира Святославича та Святополка Ізяславича. По материнській лінії була нащадком Великих князів Київських Володимира Святославича та Ярослава Мудрого.

## Біографія
Матильда була старшою дочкою маркграфа Бранденбурзького Альберта II і його дружини Матильди, доньки князя Лужицького Конрада II та польської принцеси Єлизавети Мешківни. Дядько Альберта граф Бернгард Ангальтський отримав князівство Саксонія після князя Генріха Лева в 1180 році. Проте, після вбивства Філіппа Швабського в 1208 році, він перейшов на бік суперника Короля Отто IV. 
У ході примирення двох династій, які боролись за владу Вельфів і Асканіїв, 1228 року Матильду одружили зі спадкоємцем династії Вельфів Отто I Дитиною. Оскільки вони були нащадками герцога Біллунга Магнуса Саксонського, від Папи Гонорія III було отримано відпустку (дозвіл на шлюб). 

## Родина
Чоловік — Отто I Брауншвейг-Люнебурзький
Діти:
- Матильда (пом. бл. 1295) — княгиня-регент Ангальта 1266–1270, ігуменя Гернроде 1275–1295; чоловік: Генріх II, князь Ангальта 1252–1253, князь Ангальт-Ашерслебен з 1253.
- Олена (18 березня 1223 — 6 вересня 1273) — 1-й чоловік: 9 жовтня 1239 — Герман II (пом. 3 січня 1241), ландграф Тюрингії; 2-й чоловік: з бл. 1247/1248 Альбрехт I (пом. 1260), герцог Саксонії.
- Єлизавета (пом. 27 травня 1266) — чоловік: з 25 січня 1252 Вільгельм II, князь Голландії і Зеландії з 1235, король Німеччини з 3 жовтня 1247.
- Отто (пом. бл. 16 січня 1247)
- Альбрехт I Великий (1236 — 15 серпня 1279) — князь Брауншвейг-Люнебургу.
- Отто (пом. 4 липня 1279) — князь-єпископ Гільдесгайму.
- Йоган I (бл. 1242 — 13 січень 1277) — князь Брауншвейг-Люнебургу.
- Конрад (пом. 15 вересня 1299) — князь-єпископ Вердена з 1269.
- Аделаїда (пом. 12 червня 1274) — чоловік: 26 березня 1262 Генріх I Дитя, ландграф Гессена з 1264.
- Аґнес (пом. 28/31 грудня 1327) — канонесса в Кведлінбурзі в 1263 році; чоловік: з бл. 1263/1265 Віслав II  князь Рюгену.

## Генеалогія
Матильда Брандербурзька  веде свій родовід, в тому числі, й від Великих князів Київських та Королів Русі.